# Chiesa della Natività di San Giovanni Battista (Cusino)
La chiesa della Natività di San Giovanni Battista, o più semplicemente, chiesa di San Giovanni Battista, è un’architettura religiosa cattolica situata nel centro di Cusino.

## Storia
La più antica attestazione dell'esistenza della chiesa si ha negli atti della visita pastorale del 1455 dell’arcivescovo Gabriele Sforza, in cui l'edificio è descritto come semplice ma fornito dell'indispensabile. 
Nel 1610 la chiesa di San Giovanni Battista costituì la sede della neonata parrocchia di Cusino, ottenuta dallo smembramento di territorio dalla parrocchia di San Bartolomeo Val Cavargna. 
Il 1619 vide un importante intervento di ampliamento della chiesa, che fu abbattuta per essere incorporata nell'adiacente chiesa di San Giacomo. Al termine dei lavori, terminati nel 1682 la chiesa era lunga 9 metri e larga 5.
Nel corso degli anni, la chiesa fu oggetto di ulteriori ristrutturazioni, la cappella della Vergine è stata ingrandita, sono state costruite due arcate laterali, l’oratorio che sta tra l’altare della Madonna ed il presbiterio, la sagrestia è stata totalmente trasformata perché troppo piccola per custodirvi arredi e paramenti sacri. 
Fino al 1820, a est della chiesa si trovava il cimitero della comunità di Cusino.
Nel 1859 si procedette a collegare il campanile con il resto della chiesa mediante la realizzazione di una torre di congiungimento che, dall'anno successivo, divenne la sede di un nuovo orologio che andò a sostituire quello più vetusto presente sul campanile.

## Architettura

### Esterni
La parte più antica è il campanile tardoromanico, databile alla fine del XIII secolo e già facente parte dell'originaria chiesa di San Giovanni Battista.
Esternamente, la facciata si presenta con un affresco raffigurante il santo titolare della chiesa, sormontato da un’iscrizione indicante la titolazione stessa. 

### Interni
La chiesa si presenta oggi come un edificio a singola navata con cappelle laterali, con volta e abside decorati a motivi geometrici. 
Varcato l'ingresso, il fonte battesimale, situato sulla sinistra, è sormontato da uno stacco murario su cui è dipinta un'Annunciata del XIV secolo, affiancata da un altro strappo recante una coeva rappresentazione di “Madonna con Santi”. Procedendo sullo stesso lato si trova l’altare della “Madonna del Rosario”, che comprende una statua lignea barocca del XVII sec. 
La parete destra comprende ospita invece un fregio grottesco risalente al XVI secolo e un fregio con testa, frammento di una Crocifissione. Procedendo si incontra uno strappo Trecentesco raffigurante un Cristo flagellato, seguito da un ulteriore strappo recante l'affresco di San Cristoforo con il Bambino sulla spalla, e altri Santi che anticamente ornava l'esterno del campanile. Sullo stesso lato, di fronte all’altare della Madonna del Rosario si trova l’altare di San Giovanni Battista, raffigurato in un’ampia tela. Un'altra tela, questa volta raffigurange San Carlo Borromeo, si trova a fianco dell'altare di San Giovanni. 
Il presbiterio ospita un altare realizzato nel 1972 dalla Scuola d’Arte Cristiana Beato Angelico, una tela con “Madonna con Bambino e Santi”, un mezzo busto raffigurante un tal Vischi (donatore degli strappi dell'Annunciata e della Crocifissione) e una tela del 1637 raffigurante una Madonna del Rosario.